# Loxosceles intermedia
Loxosceles intermedia är en spindelart som beskrevs av Cândido Firmino de Mello-Leitão 1934. 
Loxosceles intermedia ingår i släktet Loxosceles och familjen Sicariidae. Inga underarter finns listade i Catalogue of Life.